# Alexandria Ocasio-Cortez
Alexandria Ocasio-Cortez (špansko: [aleɣˈsandɾja oˈkasjo koɾˈtes] ), znana tudi kot AOC, ameriška političarka in aktivistka, * 13. oktober 1989, New York City, ZDA.
Od leta 2019 deluje kot poslanka v kongresu ZDA za 14. kongresno okrožje New Yorka. Je članica Demokratske stranke.
Ocasio-Cortez se je rodila v newyorškem okrožju Bronx. Njena družina se je kasneje preselila v Yorktown Heights, kjer je obiskovala srednjo šolo Yorktown. Nato je obiskovala bostonsko univerzo, kjer je dvojno diplomirala iz mednarodnih odnosov in ekonomije ter diplomirala z odliko. Preselila se je nazaj v Bronx, postala aktivistka in delala kot natakarica in stregla za šankom.
26. junija 2018 je Ocasio-Cortez požela po celi državi priznanje za zmago na primarnih volitvah Demokratske stranke za 14. kongresno okrožje New Yorka. Premagala je predsednika demokratskega kluba Joeja Crowleyja, ki je bil na položaju 10 mandatov, dogodek, ki je za javnost veljal za največje presenečenje na predizborih na vmesnih volitvah leta 2018. Zmagala je tudi na novembrskih splošnih volitvah, kjer je premagala republikanca Anthonyja Pappasa. Ponovno je bila izvoljena na volitvah leta 2020, 2022 in 2024.
Ocasio-Cortezova je nastopila funkcijo pri 29 letih in je najmlajša ženska in prva članica Demokratičnih socialistov Amerike (DSA), ki so jo izvolili v kongres. Zagovarja progresivno platformo, ki vključuje podporo za delavske zadruge, Medicare za vse, javne fakultete brez šolnine, zvezno garancijo za delovna mesta, Green New Deal in odpravo ameriške imigracijske in carinske službe (ICE). Je vidna voditeljica levičarske frakcije Demokratske stranke in članica progresivnega kongresnega bloka "Odred ".

## Zgodnja leta in izobraževanje
Ocasio-Cortez se je rodila v newyorškem okrožju Bronx 13. oktobra 1989 kot hči Sergia Ocasio-Romana in Blance Ocasio-Cortez ( née Cortez ).  Ima mlajšega brata po imenu Gabriel.  Njen oče se je rodil v Bronxu v portoriški družini in je postal arhitekt; njena mati je bila rojena v Portoriku.    Družina je živela v stanovanju v soseski Bronx v Parkchestru, potem pa se, ko je  AOC bila stara pet let, preselila v hišo v predmestju Yorktown Heights.  Povedala je, da je družina zbrala dovolj denarja, da si tam kupi majhen dom, da  lahko hči hodi v šolo, in da je njena mama delala kot čistilka v mestu. 
Ocasio-Cortez je obiskovala srednjo šolo Yorktown in diplomirala leta 2007.  V srednji šoli in na fakulteti so ji pravili "Sandi Ocasio".  Z raziskovalno nalogo o vplivu antioksidantov na življenjsko dobo ogorčice Caenorhabditis elegans je leta 2007 na  Intelovem mednarodnem sejmu znanosti in tehnike zasedla drugo mesto v kategoriji mikrobiologija.   Laboratorij MIT Lincoln je v znak hvaležnosti za njen trud poimenoval majhen asteroid po njej: 23238 Ocasio-Cortez.   V srednji šoli je sodelovala na mladinskem zakonodajnem zasedanju Nacionalnega hispanskega inštituta Lorenzo de Zavala (LDZ). Po diplomi je med študijem na bostonski univerzi postala državna sekretarka LDZ. Ocasio-Cortez je prejel štipendijo Johna F. Lopeza. 
Njen oče je umrl za pljučnim rakom leta 2008 med njenim drugim letnikom fakultete,   in Ocasio-Cortez se je vključila v dolgotrajen zapuščinski spor za poravnavo njegovega premoženja. Dejala je, da ji je ta izkušnja pomagala, da je "iz prve roke izvedela, kako lahko odvetniki, ki jih imenuje sodišče za upravljanje premoženja, obogatejo na račun družin, ki se trudijo razumeti birokracijo".  Med študijem na fakulteti je bil Ocasio-Cortez pripravnica v oddelku za zunanje zadeve in vprašanja priseljevanja. v ekipi ameriškega senatorja Teda Kennedyja   V intervjujih je povedala, da je edina špansko govoreča v pisarni in edina oseba, odgovorna za pomoč špansko govorečim volivcem.   Ocasio-Cortez je leta 2011 z odliko  diplomirala na bostonski univerzi iz mednarodnih odnosov in ekonomije.   

## Zgodnja kariera
Po kolidžu se je Ocasio-Cortez preselila nazaj v Bronx in se delala natakarica in za pultom, da bi svoji materi – čistilki in voznici šolskega avtobusa – pomagala boriti se proti zaplembi njihovega doma.   Kasneje je ustanovila Brook Avenue Press, zdaj že propadlo založniško podjetje za knjige, ki so Bronx prikazovale v pozitivni luči.   Ocasio-Cortez je delal tudi za neprofitni nacionalni hispanski inštitut.   
Med primarnimi volitvami leta 2016 je Ocasio-Cortez pomagala pri organizaciji predsedniške kampanje Bernieja Sandersa.  Po splošnih volitvah je z avtomobilom potovala po Ameriki, obiskala kraje, kot sta Flint v Michiganu in indijanski rezervat Standing Rock v Severni Dakoti, ter govorila z ljudmi, ki sta jih prizadela vodna kriza Flint in Dakota Access Pipeline.  V intervjuju se je spomnila svojega obiska Standing Rocka decembra 2016 kot prelomne točke in dejala, da je pred tem verjela, da je edini način za učinkovito kandidiranje dostop do denarja, družbenega vpliva in moči. Toda njen obisk v Severni Dakoti, kjer je videla, da so drugi "vsa svoja življenja in vse, kar imajo, postavili na kocko za zaščito svoje skupnosti", jo je navdihnil, da je začela delati za svojo lastno skupnost.  En dan po tem, ko je obiskala Severno Dakoto, jo je poklical Brand New Congress, ki je nabiral progresivne kandidate (njen brat jo je nominiral kmalu po volilnem dnevu 2016). 

## Volitve
Ocasio-Cortez je svojo kampanjo začela aprila 2017  ko je stregla mize in skrbela za bar v Flats Fix, takeriji na trgu Union v New Yorku.  "80 odstotkov te kampanje sem delovala iz papirnate vrečke za nakupe hrane, ki sem jo skrivala za šankom," je povedala za Bon Appétit.  Bila je prva oseba po letu 2004, ki je na primarnih volitvah izzvala Joeja Crowleyja, predsednika demokratskega kluba. Boriti se je morala s pomanjkanjem sredstev:: "Velike denarje ne moreš premagati z denarnico, Premagati jih moraš s popolnoma drugačno igro."    Kampanja Ocasio-Cortez ni prejemala donacij podjetij. Navdih za njene predvolilne plakate naj bi črpali iz "revolucionarnih plakatov in vizualnih podob iz preteklosti". 

#### Primarne volitve
Ocasio-Cortez je prejela 57,13 % glasov (15.897) proti Crowleyju 42,5 % (11.761), s čimer je 26. junija 2018 za skoraj 15 odstotnih točk premagala nasprotnika, ki je mesto poslanca zasedal že 10 mandatov.  Rezultat je šokiral številne politične komentatorje in analitike ter takoj pritegnil pozornost vse države. Številni viri novic, vključno s časom Time, CNN, The New York Times in The Guardian, so omenili, da je zmaga popolnoma nasprotovala njihovim napovedim in pričakovanjem.     Z denarne strani je šlo za razmerje 18 do 1 (1,5 USD milijonov na 83.000 dolarjev), vendar je pridobila podporo nekaterih vplivnih skupin na levici stranke.  Crowley je na volilni večer priznal poraz. 
Čestitala sta ji Bernie Sanders in Noam Chomsky.    Po zmagi na primarnih volitvah je Ocasio-Cortezova podprla več progresivnih primarnih izzivalcev demokratskih kandidatov po vsej državi, 

#### Splošne volitve
Ocasio-Cortezova se je na splošnih volitvah 6. novembra pomerila z republikanskim kandidatom Anthonyjem Pappasom.  Pappas, profesor ekonomije, ni aktivno vodil kampanje. 14. okrožje ima Cookov strankarski volilni indeks D+29, zaradi česar je šesto najbolj demokratično okrožje v New Yorku, kjer je registriranih demokratov skoraj šest proti ena več kot republikancev.  
Ocasio-Cortez so podprle različne politično napredne organizacije in osebnosti, vključno z nekdanjim predsednikom Barackom Obamo in ameriškim senatorjem Berniejem Sandersom.   Avgusta 2018 je govorila na konferenci Netroots Nation in jo imenovali "nesporna zvezda konvencije". 

Ocasio-Cortez je zmagala na volitvah z 78 % glasov (110.318) proti Pappasovim 14 % (17.762). Crowley je na liniji WFP in WEP prejel 9348 glasov (6,6 %). Njena izvolitev je bila del širše zmage demokratov na vmesnih volitvah leta 2018, ko je stranka pobrala 41 sedežev in pridobila nadzor nad predstavniškim domom. Saikat Chakrabarti, ki je bil sopredsednik njene kampanje, je postal vodja osebja njenega kongresnega urada.  Njegov odhod leta 2019 je sprožil precej špekulacij o tem, ali je Ocasio-Cortez poskušal izvajati bolj zmerno strategijo. 

### 2020
Michelle Caruso-Cabrera je na demokratskih primarnih volitvah leta 2020 izzvala Ocasio-Cortez.  Ocasio-Cortezova republikanska tekmeca na splošnih volitvah sta bila John Cummings, nekdanji policist, in Antoine Tucker, vpisani kandidat.  

### 2022
Ocasio-Cortez je na demokratskih primarnih volitvah kandidirala brez nasprotnika.  Na splošnih volitvah je premagala republikanko Tino Forte in kandidatko konservativne stranke Desi Cuellar. 

### 2024
Maja je DSA razpravljala, ali naj podpre Ocasio-Cortez. Nekateri člani so zastopali mnenje, da je sčasoma postala bolj zavezana Demokratski stranki in da so njena stališča do Palestine postala šibkejša.  Nacionalni politični odbor DSA (NPC) je 23. junija glasoval za to, da se jo podpre, če izpolni seznam zahtev, ki se večinoma nanašajo na Palestino. Odbor v New Yorku, ki jo je podprl, je dogovor zavrnil. 10. julija je NPC umaknil svojo podporo AOC, kot razlog je navajal razpravo  z judovskimi voditelji, v kateri naj bi mešala antisemitizem z anticionizmom. Drugi pomisleki so se med drugim tikali njene podpore resoluciji, po kateri gre pri zanikanju pravice Izraela do obstoja  za antisemitizem, in njene podpore obrambnemu sistemu Železna kupola.   
Investicijski bankir Marty Dolan, zmerni demokrat, je na primarnih volitvah kandidiral proti Ocasio-Cortezovi. Ocasio-Cortez je prepričljivo zmagala. 
Ocasio-Cortezova je spet zlahka zmagala na splošnih volitvah.  Predvsem nekateri volivci v njenem okrožju so si razdelili liste in na predsedniških volitvah glasovali za Ocasio-Cortez in za Trumpa.  Harris je dobil 65 % glasov okrožja, Trump pa 33 %, kar je več kot leta 2020. Politični analitik je dejal, da je to zato, ker sta tako Trump kot Ocasio-Cortez "vodila s sporočilom o težavah z žepninami delavskega razreda".  Ocasio-Cortez je vprašal tiste, ki so si razdelili vstopnice, zakaj so to storili; nekateri so rekli, da oba skrbita za delavski razred in sta "manj establišment", drugi pa so navedli vojno med Izraelom in Hamasom ter gospodarstvo. 

## Mandat
Ocasio-Cortezova je postala poslanka  z 29 leti kot najmlajša ženska v kongresu Združenih držav Amerike in tudi kot najmlajša članica 116. kongresa. 
Ko se je 3. januarja 2019 sklical 116. kongres, je Ocasio-Cortez vstopil brez delovne dobe, vendar z veliko prisotnostjo v družbenih medijih.  Axios ji je pripisal "tako velik vpliv na družbenih medijih kot ga imajo vsi njeni novi demokratski kolegi skupaj".  Od junij 2024 , ona ima 13.1 milijon X (prej Twitter) sledilcev,  z 1,4 milijona novembra 2018  in presegla Nancy Pelosi.  Od junija 2024 ima 8,1 milijona sledilcev na Instagramu  in 1,8 milijona sledilcev na Facebooku od junija 2024.  Njeni kolegi so jo ob prihodu v kongresnaprosili,, da jim predava o družbenih medijih. 
V intervjuju leta 2019 je Ocasio-Cortez povedala, da je prenehala uporabljati svoj zasebni račun na Facebooku in zmanjšala uporabo vseh računov in platform družbenih medijev ter jih označila za "tveganje za javno zdravje".  

### Prihod
Med orientacijo za nove člane, ki jo je gostila John F. Kennedy School of Government, je Ocasio-Cortez decembra 2018 na Twitterju zapisal o vplivu korporativnih interesov s strani sponzorjev, kot sta American Enterprise Institute in Center for Strategic and International Studies : " Lobisti so tukaj. Kje so aktivisti?   

### Imenovanja v odbore kongresa
- Odbor za nadzor in odgovornost [100] (podpredsednica, 2023–danes)
  - Pododbor za zdravstveno varstvo in finančne storitve
  - Pododbor za nacionalno varnost, mejo in zunanje zadeve
- Odbor za naravne vire
  - Pododbor za energijo in mineralne vire (slalna članica, 2023–danes)

### Članstva v klubu
- progresivna skupina kongresa  [101] [102]
- Skupina House Pro-Choice [103]

## Nagrade in priznanja
Laboratorij MIT Lincoln je asteroid 23238 Ocasio-Cortez poimenoval po njej, ko je bila v višji srednji šoli, kot priznanje za njeno drugo mesto na Intelovem mednarodnem sejmu znanosti in inženirstva leta 2007.   Ernesto Nieto je Ocasio-Cortezovo leta 2017 imenoval za osebnost leta Nacionalnega hispanskega inštituta. Leta 2019 je Ocasio-Cortez prejela nagrado Adelle Foley.  Bila je imenovana za eno izmed BBC-jevih 100 žensk leta 2019. 

## Osebno življenje
Po smrti očeta Ocasio-Cortez leta 2008 sta se njena mati in babica zaradi finančne stiske preselili na Florido.  Še vedno ima družino v Portoriku, kjer je njen dedek živel v domu za ostarele  preden je umrl v posledicah orkana Maria.  Ocasio-Cortez je rekel, da "biti Portoričan pomeni imeti prednike, ki so  ... afriški Mavri [in] sužnji, Indijanci Taino, španski kolonizatorji, judovski begunci in verjetno še kaj. Smo vse to in še kaj več – smo Boricua.« Rekla je, da ima nekaj sefardskega judovskega porekla. 
Ocasio-Cortez je katoličanka. O svoji veri in njenem vplivu na njeno življenje ter kampanjo za reformo kazenskega pravosodja je razpravljala v članku leta 2018, ki ga je napisala za America, revijo jezuitskega reda v Združenih državah. 
Med volilno kampanjo leta 2018 je Ocasio-Cortez prebivala v Parkchesterju v Bronxu s svojim partnerjem, spletnim razvijalcem Rileyjem Robertsom.    Zaročila sta se aprila 2022 v Portoriku. 
Leta 2021 je nadzorna skupina OpenSecrets, ki je analizirala obrazce za razkritje finančnih podatkov, Ocasio-Cortezovo uvrstila med najmanj premožne člane 116. kongresa z največjo neto vrednostjo 30.000 dolarjev. 
Februarja 2021 je Ocasio-Cortez povedala, da je bila spolno zlorabljena.  Tistega maja je rekla, da je bila na psihoterapiji po napadu na Kapitol v Združenih državah 6. januarja, ki je zanjo bil "izjemno travmatizirajoč...nisem vedela, ali bom preživela do konca tistega dne". 
Ocasio-Cortezova navija za New York Yankees. 

## Pojasnila
1. ↑  Izvoljena na volitvah na listi Demokratske stranke in Stranke delavskih družin v New Yorku.[3]
2. ↑  Demokratični socialisti Amerike niso registrirana politična stranka, temveč politična organizacija za državljane z demokratičnimi socialističnimi ideologijami. Nacionalna DSA je Ocasio-Cortez podpirala do leta 2024, čeprav jo še vedno podpira tudi podružnica v New Yorku.[4][5]
3. ↑  Alongside Rashida Tlaib, who is a female DSA member that was elected in the same year